# Нік Дрейк
Ніколас Родні «Нік» Дрейк (англ. Nicholas Rodney «Nick» Drake; 19 червня 1948, Рангун, Бірма — 25 листопада 1974, Танворт-ін-Арден, Англія) — англійський співак та автор пісень, знаний своїми сумними, похмурими піснями під акустичну гітару. Дрейк підписав контракт з великим лейблом Island Records в 1968 році, коли йому було всього двадцять років. До 1972 року він випустив два студійні альбоми, але тираж жодного з них не був повністю розпроданий за життя Дрейка. Комерційному провалу сприяло його небажання давати концерти та інтерв'ю.
Останні роки свого життя він хворів на депресію та безсоння, що знайшло відбиття в текстах його пісень. Після завершення запису свого останнього, третього альбому Pink Moon (1972) музикант жив у будинку своїх батьків у містечку Танворт-ін-Арден, де і несподівано помер 25 листопада 1974 року у 26 років від передозування прописаного йому антидепресанту тріптізолу. Досі не відомо, чи було це випадковістю або самогубством: ніякої передсмертної записки знайдено не було.
Протягом 1970-х років до творчості Дрейка не виявляли особливого інтересу, лише в 1979 році була видана ретроспективна компіляція Fruit Tree. Але вже до середини 1980-х років у тому, що відчували вплив Ніка Дрейка, визнавалися такі музиканти, як Роберт Сміт, Девід Сілвіан і Пітер Бак. 1985 року гурт The Dream Academy потрапив в англійські та американські чарти зі своєю піснею «Life In A Northern Town», яка присвячувалася Дрейку. На початок 1990-х років в англійській музичній пресі Дрейк придбав образ «проклятого поета» та неодноразово цитувався Кейт Буш, Полом Веллером та The Black Crowes. Перша офіційна біографія Ніка Дрейка була опублікована в 1997 році, в 1998 році був знятий документальний фільм про нього під назвою «Незнайомець серед нас».

## Життєпис

### Дитинство
Ніколас Родні Дрейк народився 19 червня 1948 року в багатій англійській сім'ї в Рангуні, Бірма. Його батько Родні (1908-1988) переїхав туди на початку 1930-х років, щоб працювати інженером у Бомбейсько-бірманській торговій корпорації, одній з найстаріших комерційних компаній Індії. 1934 року Родні познайомився з дочкою одного з керівників Індійської цивільної служби (англ. Indian Civil Service), Мері Ллойд (1916-1993), яку в родині звали Моллі. 1936 року Родні зробив їй пропозицію, але, щоб одружитися, пара повинна була чекати ще рік, коли Моллі виповниться 21 рік. 14 квітня 1937 року відбулося їхнє весілля. 1942 року сім'я Дрейків на три роки евакуювалася в Індію, оскільки Бірму окупували японські війська. 1944 року в Лахорі (Індія) народилася Габріель Дрейк — старша сестра Ніка, згодом успішна кіноакторка. 1950 року Дрейки переїхали до Бомбея, а в 1952 році — до Англії, в село Танворт-ін-Аден (графство Ворикшир), де стали жити у двоповерховому будинку, який називався Фар Лейс (англ. Far Leys).
І Родні, і Моллі любили музику й навіть писали власні композиції. Моллі складала сумні пісні для фортепіано і записувала їх на котушковий магнітофон (два такі записи вийшли 2007 року на альбомі невиданих речей Ніка Дрейка Family Tree). Під впливом матері Нік став вчитися грати на фортепіано з дуже раннього віку. Біограф Ніка Дрейка Тревор Данн і сестра Габріель вбачають разючу схожість музики Моллі і Ніка.
У 1957 році Нік вступив до школи-інтернату Ігл Гаус у Сандгерсті (графство Беркшир). Провчившись там п'ять років, у 1962 році він вступив до коледжу Марльборо, заснованого в 1843 році (графство Вілтшир), в якому свого часу навчалися його батько, дідусь і прадідусь. Там він став досить сильним спортсменом (його тамтешній рекорд у бігу на 100 ярдів досі не може побити жоден учень Марльборо), деякий час був капітаном команди з регбі-юніон. Також Нік грав в оркестрі коледжу, навчився гри на кларнеті та саксофоні. 1964-го або 1965 року разом з чотирма шкільними товаришами він організував музичний гурт, де грав на фортепіано, а іноді — співав і грав на саксофоні. Гурт мав назву The Perfumed Gardeners («Надушені садівники») і виконував джазові стандарти, кавер-версії артистів з англійського лейблу Pye Records (The Kinks, Лонні Донеган, Лонг Джон Болдрі, The Searchers і т. д.), а також речі The Yardbirds і Manfred Mann. У гурті деякий час перебував Кріс де Бург (у 1980-х роках став відомим завдяки своєму хітові Lady In Red), але його з неї виключили, оскільки музичні вподобання Кріса здалися «Садівникам» «надто попсовими» (англ. too poppy).
Академічна успішність Ніка стала падати: весь вільний час він присвячував музиці, а не навчанню. 1963 року він навіть провалив чергові іспити з фізики та хімії. 1965 року Нік придбав свою першу акустичну гітару, віддавши за неї 13 фунтів, а в серпні того ж року він зі своїми друзями протягом трьох тижнів подорожував автостопом по Європі. 29 жовтня в Лондоні він відвідав концерт Graham Bond Organisation.

### Університет
Влітку 1966 року Нік закінчив коледж Мальборо і успішно склав іспити у Фіцвільям Коледж в Кембриджському університеті, де мав намір вивчати англійську літературу. Однак він вирішив відкласти на рік початок навчання. З серпня по жовтень 1966 року жив з друзями у Франції, потім повернувся в Англію. У Лондоні 6 жовтня він вперше спробував курити марихуану. Початок 1967 року він знову провів у Франції, в Екс-ан-Провансі, де, можливо, вперше спробував ЛСД, а в березні поїхав з друзями до Марокко, тому що «там найкраща трава в світі» (англ. that was where you got the best pot).
Після повернення додому Нік деякий час жив на квартирі сестри, в лондонському передмісті Гампстед. У жовтні 1967 року почалося його навчання в Кембриджі. Викладачі вважали його студентом яскравим, але непосидючим і без належного інтересу до навчання. Кембриджський університет приділяв велику увагу фізичній підготовці своїх студентів (особливо змаганням з регбі і крикету), але до того часу Нік втратив інтерес до спорту, вважаючи за краще проводити час у своїй кімнаті в гуртожитку, курячи марихуану і граючи на гітарі. Йому було важко знаходити спільну мову зі студентами і викладачами.
Тієї ж осені він познайомився з Робертом Кірбі, студентом консерваторії, який пізніше буде робити струнні та духові аранжування для перших двох альбомів Ніка. До цього часу Нік відкрив для себе британську та американську фолк-музику — таких артистів, як Боб Ділан, Джош Вайт і Філ Окс. Дрейк почав виступати в маленьких лондонських клубах і кав'ярнях. У лютому 1968 року, коли він виступав разом з Country Joe and the Fish в комплексі The Roundhouse у Кемден Таун, його помітив Ешлі Гатчінгс, бас-гітарист Fairport Convention.
Гатчінгс познайомив Ніка з Джо Бойдом, 25-річним продюсером зі США, власником компанії Witchseason Productions, яка співпрацювала з великим лейблом Island Records. Бойд записав пару попередніх синглів Pink Floyd, відкрив для публіки Fairport Convention, Джона Мартіна і The Incredible String Band і був помітною фігурою на британській фолк-сцені.
Нік надав Бойду магнітофонну котушку, на яку навесні 1968 року записав був чотири пісні. Прослухавши матеріал, Бойд запропонував Нікові підписати контракт і почати роботу над дебютним альбомом. Реакція Ніка була, за спогадами Бойда, м'яко кажучи, стриманою: «А, ну так, о'кей». Хоча друг Дрейка Пол Вілер згадує збуджений стан, у якому перебував Нік після підписання контракту, — натхненний перспективами «зоряної кар'єри», що відкриваються перед ним, він вирішив надалі кинути навчання і не закінчувати третій курс у коледжі.

## Дебютний альбом
Студійні сесії для першого альбому Ніка почалися в липні 1968 року в Лондоні, в студії Sound Techniques. Під час запису Бойд надихався продюсерською роботою Джона Саймона для першого альбому Леонарда Коена (Songs of Leonard Cohen 1967 року), вважаючи, що голос Ніка потрібно записати в схожому «довірчому», інтимному стилі, «без попсової реверберації». Також він мав намір включити партії струнних, але «без цього помпезного звучання»; їх повинен був писати Річард Г'юсон, а виконувати — спеціально запрошений оркестр з п'ятнадцяти осіб. Звукорежисером Бойд вибрав Джона Вуда; крім того, він запросив гітариста Fairport Convention Річарда Томпсона і басиста гурту Pentangle Денні Томпсона.
Спочатку запис альбому йшов погано, сесії виходили нерегулярними і «змазаними» — не в останню чергу через те, що для запису не надали окремого студійного часу, а просто використовували залишки часу, виділеного на запис альбому Fairport Convention Unhalfbricking. Між Дрейком і Бойдом росли творчі розбіжності: продюсер поділяв концепцію Джорджа Мартіна про «використання студії як музичного інструменту» (йшлося про ширше використання різних студійних ефектів), тоді як музикант віддавав перевагу природномішу і органічнішому звукові. Але обидва були незадоволені інструментуванням Г'юсона: звучання виходило занадто «мейнстримовим», попсовим. Дрейк запропонував замінити Г'юсона на свого друга Роберта Кірбі. Спочатку Бойд скептично поставився до його кандидатури: той був надто молодий і не мав ніякого досвіду роботи в студії. Кірбі записав аранжування з допомогою квартету камерної музики, і Бойд, прослухавши запис, був приємно здивований.
Але Кірбі відмовився від оркестровки центральної речі альбому — «River Man». Тоді Бойд вдався до допомоги досвідченого композитора Гаррі Робінсона, перевищивши при цьому бюджет, виділений на запис альбому. Робінсон написав партію струнних у дусі Фредеріка Деліуса і Моріса Равеля.
Вихід альбому затримався на кілька місяців через чергові заковики з постпродукцією. Він вийшов 1 вересня 1969 року та супроводжувався поганою рекламою і розкручуванням. Оглядів і рецензій на нього в музичній пресі було мало. Журнал NME у випуску від 4 жовтня 1969 року писав, що альбом «недостатньо різноманітний, щоб бути розважальним» (англ. not nearly enough variety to make it entertaining). Джон Піл у своїх радіопередачах пускав в ефір кілька пісень з нього. Дрейк залишився незадоволений оформленням конверту платівки, на якому трек-лист йшов у неправильному порядку, а тексти пісень включали рядки, що не увійшли до остаточних варіантів. Сестра Ніка, Габріель, згадувала:
|  | Він був дуже потайним. Я знала, що він робить альбом, але я не знала, на якій стадії він перебуває, поки [Нік] не ввійшов до мене в кімнату і не сказав: «Ось він!» Він кинув його на ліжко і вийшов!Оригінальний текст (англ.) He was very secretive. I knew he was making an album but I didn’t know what stage of completion it was at until he walked into my room and said, 'There you are.' He threw it on to the bed and walked out! |

Назва альбому — це попереджувальний напис («Залишилося п'ять аркушів») на упаковці цигаркового паперу фірми RiZla+, а це означає, що необхідно купувати нову упаковку (зазвичай їх використовували курці марихуани, яким був Нік). Він вважав, що ця фраза звучить чудово, хоча й не має якогось особливого сенсу. З іншого боку, через п'ять років ця фраза набуде іншого, трагічного і провидницького сенсу: адже 1969 року Нікові залишалося жити рівно п'ять років.
24 вересня 1969 року Нік виступив у Роялл Фестівал-Голл (англ. Royall Festival Hall) на розігріві у Fairport Convention і у Джона і Беверлі Мартінів. Джо Бойд відзначав, що
|  | публіка була спокійною і шанобливою. Виступ Ніка був чудовим, публіка була просто загіпнотизованою.Оригінальний текст (англ.) [The audience were quiet and respectful. Nick's performance was brilliant, the audience were mesmerized.] Помилка: {{Lang}}: не вказано код мови (допомога) |

Це був один з найкращих виступів Дрейка.

## У Лондоні

### Bryter Layter
Дрейк кинув навчання в Кембриджі за дев'ять місяців до здобуття диплома і восени 1969 року переїхав до Лондона, щоб зосередитися на кар'єрі музиканта. Батько писав йому довгі листи, в яких вказував на недоліки рішення Ніка поїхати з Кембриджа: «диплом — це додаткова страховка; якщо у тебе є диплом, то тоді у тебе буде на що спертися». На що Нік відповідав, що цю страховку він і не хотів мати.
Перші кілька місяців у столиці Дрейк проводив, блукаючи з одного місця на інше, іноді залишаючись на квартирі своєї сестри в Кенсінгтоні, але частіше ночуючи у своїх друзів і знайомих.
У першій половині 1970 року Нік виступав досить часто (для нього), даючи концерти приблизно раз на тиждень. Зокрема, 24 січня в Технічному коледжі Евелл (англ. Ewell Technical Colledge) він відкривав виступи таких гуртів, як Genesis і Atomic Rooster, 14 лютого він також «розігрівав» Genesis.
У липні Елтон Джон записав кавер-версії 4 пісень Ніка з альбому Five Leaves Left — «Saturday Sun», «Way To Blue», «Day Is Done» і «Time Has Told Me». Їх можна знайти на виданому в 2001 році альбомі Елтона Джона Prologue.
Запис другого альбому Bryter Layter розпочався в середині липня 1970 року. Нік розгорнув бурхливу діяльність: знову попросив Роберта Кірбі написати аранжування для струнних і мідних духових, запросив членів Fairport Convention Річарда Томпсона, Дейва Меттекса і Дейва Пегга грати на гітарі, ударних і басу відповідно. На місце бек-вокалісток запросив відомих співачок Пі Пі Арнольд і Доріс Трой (вони співають на треку «Poor Boy»). Роздратований комерційним неуспіхом свого дебютного альбому, Нік здався і вирішив слідувати вказівкам свого продюсера. Звук нового альбому було вирішено зробити більш «попсовим», «розважальним», гладким і «приджазованим» (англ. jazzy). Нарешті, для запису був запрошений Джон Кейл, учасник гурту The Velvet Underground (Дрейк захоплювався його «музичними здібностями»). Кейл зіграв на піаніно, органі і челесті для двох пісень — «Northern Sky» та «Fly». Продюсером альбому був знову Джо Бойд, а звукорежисером — Джон Вуд.
Альбом Bryter Layter, що вийшов 1 листопада 1970 року, як і попередній, зазнав комерційного провалу — було продано трохи менш як три тисячі платівок (хоча за всю кар'єру Ніка він був найуспішнішим). Melody Maker описував його як «недолугу суміш фолку і коктейль-джазу».
Невдовзі після випуску альбому Бойд продав Witchseason фірмі Island Records і поїхав до Лос-Анджелеса, де став записувати саундтреки для Warner Bros.. Втрата важливої для нього фігури наставника укупі з поганими продажами альбомів занурила Ніка в депресію. Його оптимістична установка на Лондон і кар'єру музиканта повністю змінилася: він був нещасний, жив на самоті, помітно нервував і соромився, коли давав концерти. Останнє стало видно ще раніше. Наприклад, 25 червня 1970 року він виступав у Евелл Коледж разом з Ральфом МакТеллом, і той відгукувався про Дрейка так:
|  | Єдина розмова з ним, як я пригадую, відбулася в гримерці до початку концерту. Я страшенно нервую перед виступами і безперервно балакаю. Щоб заспокоїти нерви, я пристаю до людей і весь час у них запитую: «Ти в порядку?» Нік видавлював одно-два слова. На цьому концерті він був дуже сором'язливий. Він зіграв перший номер, і, мабуть, сталося щось жахливе. Він грав пісню Fruit Tree і раптом припинив на середині. Просто пішов зі сцени.Оригінальний текст (англ.) [That's the only conversation I remember having with him, in the dressing room beforehand. I am a dreadfully nervous performer and I'm always clucking around before a show, but to allay my nerves I would cluck around other people and say, 'Are you alright?' Nick was monosyllabic. At that particular gig he was very shy. He did the first set and something awful must have happened. He was doing his song, Fruit Tree, and walked off halfway through it. Just left the stage.] Помилка: {{Lang}}: не вказано код мови (допомога) |

На початку 1971 року стурбована сім'я переконала Ніка звернутися за допомогою до психіатрів у шпиталь Святого Фоми (англ. St. Thomas Hospital), де йому прописали курс антидепресантів. Нік соромився цього, він відчував себе збентеженим, що змушений їх приймати, і намагався приховати цей факт від друзів. Подруга Ніка Софія Райд згадувала:
|  | Він приходив до мене на квартиру, і ми з ним розмовляли, і раптом він казав: «Ти не проти, якщо я зараз піду на кухню і прийму мої таблетки? Мені страшенно шкода, дуже шкода».Оригінальний текст (англ.) [He would be staying at my flat and we would be talking, and he'd say: 'Do you mind if I go into the kitchen and take my pills [anti-depressants]. I'm frightfully sorry, frightfully sorry'.] Помилка: {{Lang}}: не вказано код мови (допомога) |

### Pink Moon
Починаючи з зими 1970 року Нік повністю відгородився від зовнішнього світу: він рідко виходив зі своєї лондонської квартири — тільки для того, щоб зіграти на якомусь випадковому концерті або купити марихуану, яку він, за словами Кірбі, «курив у неймовірних кількостях». «Це був дуже поганий час, — згадувала Габріель. — Він якось сказав мені, що все стало йти не так саме з цього часу, і я сама думаю, що все це почалося саме тоді».
Хоча Island Records поставив хрест на Дрейку як надуспішному фолк-співакові й не чекав від нього нового альбому, Нік зв'язався з Джоном Вудом у жовтні 1971 року, щоб почати роботу над тим, що стане його останньою платівкою. До студії він прийшов близько півночі, тримаючи в руці гітару. Запис альбому зайняв дві ночі наприкінці жовтня 1971 року і загалом — лише чотири години. В студії були присутні тільки Дрейк і Вуд. Під час цих нічних сесій Нік був у глибокій депресії, за весь час він сказав Вуду лише кілька слів, а коли той запитав його, в чому справа, Нік пробубонів щось невиразне і пішов.
Дрейк був непохитний у тому, що хотів: записати тільки гітару і голос, без усіляких додаткових накладень і ефектів. (Єдине накладення було зроблено в заголовному треку альбому — накладено партію піаніно.) Спочатку Вуд думав, що музикант хоче використовувати отримані записи як демо для майбутніх студійних сесій, але потім зрозумів, що вони і становитимуть майбутній альбом. «Нік був дуже серйозно налаштований на те, щоб зробити цей холодний, суворий запис», — згадував Вуд. Похмурі пісні з Pink Moon дуже короткі, і платівка з 11 треками триває лише 28 хвилин. Як казав Вуд, «це було якраз те, що треба. Ви б і не захотіли, щоб вона була довшою».
Після того як запис було завершено, Нік доставив котушку з майстер-стрічкою прямо в офіс Island Records Крісові Блеквеллу, попри популярну легенду, що ніби він, не кажучи ні слова, просто поклав її на стійку рісепшена. Анонс нового альбому з'явився в лютому 1972 року в Music Maker: «Pink Moon — новий альбом Ніка Дрейка. Вперше про нього почули тільки тоді, коли він був закінчений». Pink Moon вийшов 25 лютого 1972 року і був проданий ще меншою кількістю копій, ніж будь-який з двох його попередників, хоча й отримав кілька втішних відгуків. У журналі Zigzag, наприклад, критик Коннор МакНайт писав:
|  | Нік Дрейк - це артист, який ніколи не прикидається. Альбом не залишає каменя на камені від теорії, що музика повинна бути ескапістською. Це просто сприйняття моменту життя музикантом, і ви не зможете вимагати більшого.Оригінальний текст (англ.) [Nick Drake is an artist who never fakes. The album makes no concession to the theory that music should be escapist. It's simply one musician's view of life at the time, and you can't ask for more than that.] Помилка: {{Lang}}: не вказано код мови (допомога) |

Засновник Island Records Кріс Блеквелл відчув, що Pink Moon має комерційний потенціал, проте співробітники лейблу були засмучені вічним небажанням Дрейка брати участь у хоч якійсь діяльності з «розкручування» свого продукту. Менеджер Мафф Вінвуд згадує, що він «рвав на голові волосся» від неможливості якось вплинути на Ніка. Нарешті, музикант все-таки поступився вмовлянням Джо Бойда і дав інтерв'ю Джеррі Гілберту з журналу Sounds. Це було єдине інтерв'ю з Ніком Дрейком, де «сором'язливий і занурений у себе фолк-музикант каже про те, як він не любить виступати на публіці... і зовсім мало про що-небудь інше». Гілберт розповідав пізніше:
|  | Ніякої комунікації в взагалі-то не було. Я не пам'ятаю, чи подивився він хоч раз на мене за весь час. Якщо бути жорстоким, то можна було б сказати, що він був дуже обдарованим, але погано вихованим хлопчиком, який глибоко страждає від жалю до себе.Оригінальний текст (англ.) [There wasn't any connection whatsoever. I don't think he made eye contact with me once. If you wanted to be uncharitable, you could say he was just a spoiled boy with a silver spoon and went around feeling sorry for himself.] Помилка: {{Lang}}: не вказано код мови (допомога) |

Розчарований і впевнений у тому, що він ніколи не зможе писати знову, Нік вирішив повністю дистанціюватися від музики. Він подумував над кар'єрою комп'ютерного програміста і навіть над тим, щоб записатися в армію.

## Останні роки

### Знову вдома
Нік повернувся додому до своїх батьків у Танворт-ін-Ардені, розуміючи, що це крок назад. Він казав своїй матері:
|  | Бути вдома мені не подобається, але в інших місцях взагалі нестерпно.Оригінальний текст (англ.) [I don't like it at home but I can't bear it anywhere else.] Помилка: {{Lang}}: не вказано код мови (допомога) |

Нік жив дуже економно, єдиним джерелом його доходів було утримання в розмірі 20 фунтів стерлінгів, яке надсилав щотижня Island Records. Деякий час він жив так бідно, що не мав грошей на купівлю нових черевиків. Нерідко він пропадав на кілька днів, блукаючи від одного друга до іншого. Роберт Кірбі так описував типовий візит Ніка:
|  | Він просто приходив і не казав ні слова, сідав, слухав музику, курив, випивав, ночував, а через два-три дні його вже не було, він зникав. А три місяці по тому він повертався знову.Оригінальний текст (англ.) [He would arrive and not talk, sit down, listen to music, have a smoke, have a drink, sleep there the night, and two or three days later he wasn't there, he'd gone. And three months later he'd be back.] Помилка: {{Lang}}: не вказано код мови (допомога) |

Нік часто брав машину матері і їздив годинами по окрузі без жодної мети, поки не закінчувався бензин — тоді він дзвонив батькам з таксофона і просив забрати його. В особливо важкі періоди своєї хвороби він не стежив за своєю зовнішністю, не стриг нігтів, не мився. У квітні або травні 1972 року в Дрейка стався нервовий зрив, і його госпіталізували на п'ять тижнів до психіатричної лікарні у Ворвикширі.
У лютому 1974 року Нік знову зв'язався з Джоном Вудом, сказавши, що хотів би почати роботу над четвертим альбомом. Джо Бойд тоді був в Англії і висловив бажання бути присутнім на сесіях у студії. Було записано чотири пісні: «Black Eyed Dog» («чорнооким псом» називав депресію сер Вінстон Черчилль), «Rider On The Wheel», «Hanging On A Star» і «Voice From The Mountain». І Бойд, і Вуд помітили, що гра Дрейка сильно погіршала. Бойд казав:
|  | Від цього мурашки бігли по спині. Це було дійсно страшно. Він був у такій поганій формі, що не міг співати і грати на гітарі одночасно. Ми були змушені записати голос без гітари, а потім накласти його. І все за один день, ми почали вдень, а закінчили десь до півночі - і все заради чотирьох пісень.Оригінальний текст (англ.) [It was chilling. It was really scary. He was so… he was in such bad shape he couldn't sing and play the guitar at the same time. We put down the guitars and overdubbed the voice. It was all one day, we started in the afternoon and finished about midnight — just for those four tracks.] Помилка: {{Lang}}: не вказано код мови (допомога) |

Незважаючи ні на що, повернення до студії підняло Нікові настрій. Його мати згадувала:
|  | Нас дуже бентежила думка, що Нік щасливий, тому що в його житті роками не було ніякого щастя.Оригінальний текст (англ.) [We were so absolutely thrilled to think that Nick was happy because there hadn't been any happiness in Nick's life for years.] Помилка: {{Lang}}: не вказано код мови (допомога) |

У липні Нік відвідав студію востаннє, де записав одну пісню — «Tow The Line».

### Смерть
До осені Island Records припинив надсилати Нікові утримання. У жовтні 1974 року він здійснив поїздку у Францію, де якийсь час жив на покинутій баржі. У Франції з ним зв'язалася фолк-співачка Франсуаза Арді, яка виявила бажання записати кілька кавер-версій пісень Ніка.
Повернувшись додому, він спілкувався тільки з кількома близькими друзями, особливо з Софією Райд, яку його біографи називали «людиною, найближчою до того, щоб бути подружкою»; сама вона воліла називати себе «найкращою подругою» (англ. best (girl) friend
Рано вранці 25 листопада 1974 року Нік Дрейк помер у Фар Лейсі від передозування антидепресанту амітриптиліну. Вночі перед цим він рано ліг спати, після того як провів день в гостях у друга.
На світанку його батьки почули, як він увійшов на кухню, де поснідав. Потім піднявся у свою кімнату, де слухав Бранденбурзький концерт Баха і вжив пігулки, які «допомагають заснути». У Ніка часто було безсоння, він проводив цілі ночі, граючи на гітарі або слухаючи музику, і засинав уже під ранок. Згадуючи події тієї ночі, його мати казала:
|  | Зазвичай я ніколи не турбувала його. Але був уже полудень, і я прийшла до нього в кімнату, тому що вже дійсно було пора вставати. І він лежав поперек ліжка. Перше, що я побачила - його довгі, довгі ноги.Оригінальний текст (англ.) [I never used to disturb him at all. But it was about 12 o’clock, and I went in, because really it seemed it was time he got up. And he was laying across the bed. The first thing I saw was his long, long legs.] Помилка: {{Lang}}: не вказано код мови (допомога) |

Не було знайдено жодної передсмертної записки, хоча на столі лежав лист, адресований Райд. Коронер (патологоанатом) зробив висновок, що смерть настала приблизно о 6 ранку 25 листопада 1974 року внаслідок «навмисного гострого самоотруєння амітриптиліном» — це означало, що, за офіційною версією, Нік Дрейк покінчив життя самогубством.
Однак члени його сім'ї та багато друзів заперечують версію про самогубство. Батьки Дрейка згадували, що настрій їхнього сина протягом декількох тижнів перед смертю був «дуже позитивним», він подумував над тим, щоб повернутися до Лондона і продовжити кар'єру музиканта. У випуску NME від 8 лютого 1975 року журналіст Нік Кент відзначав гірку іронію смерті Дрейка, що настала саме тоді, коли він «почав відновлювати душевну рівновагу» (англ. to regain a sense of personal balance). Джо Бойд казав, що для нього було б краще думати, що передозування було випадковістю. Цілком можливо, що Нік переплутав снодійне і таблетки високотоксичного амітриптиліну, у разі якого навіть мале перевищення дози може бути смертельним (летальна доза становить приблизно 8 терапевтичних); до того ж він справляє кумулятивний ефект, тобто токсична дія доз, прийнятих напередодні, «складається», і це може призвести до передозування. Крім того, неприродна для сну поза, в якій знайшли мертвого Ніка Дрейка, змушує думати, що, коли він підійшов до ліжка, у нього стався серцевий напад, (амітриптилін кардіотоксичний) і він впав на ліжко. Були думки і про те, що Нік помер від передозування героїну або від спільної дії марихуани (чи будь-яких інших наркотиків) і прописаних йому ліків.
Сестра Ніка Габріель казала:
|  | Особисто я вважаю за краще думати, що він наклав на себе руки, в тому сенсі, що краще б він помер, тому що сам хотів припинити все це, ніж в результаті трагічної помилки. Для мене це було б жахливо...Оригінальний текст (англ.) [I personally prefer to think Nick committed suicide, in the sense that I'd rather he died because he wanted to end it than it to be the result of a tragic mistake. That would seem to me to be terrible…] Помилка: {{Lang}}: не вказано код мови (допомога) |

2 грудня 1974 року після відспівування в церкві Святої Марії Магдалини в Танворт-ін-Арден Нік Дрейк був кремований у крематорії Солігалл (англ. Solihull Crematorium) і пізніше похований під дубом на цвинтарі біля церкви. На звороті могильного каменю напис — рядок з останньої пісні з останнього альбому: «Now we rise / And we are everywhere» («Тепер ми піднімаємося / І ми скрізь»). Похорон відвідало приблизно 50 осіб — переважно, друзі з Марльборо, Екс-ан-Провансу, Кембриджу, Лондона, Тануорта і з фірми Island. Мати Ніка пізніше казала, що багатьох, хто прийшов, вона бачила вперше.

## Посмертна популярність
Після смерті Ніка Дрейка не з'являлося ні некрологів у пресі, ні посмертних компіляцій, ні документальних фільмів. Лейбл Island Records бачив малу комерційну значущість бек-каталогу музиканта і заявив, що «ми не збираємося перевидавати три альбоми Ніка ні зараз, ні в найближчому майбутньому».
Між тим, Фар Лейс стало відвідувати дедалі більше прихильників і шанувальників таланту Ніка.
У 1979 році Роб Партрідж, фанат Ніка Дрейка (він бачив його виступ у 1969 році), став працювати в прес-службі Island Records і запропонував перевидати всі три студійних альбоми в одному бокс-сеті:
|  | Перше, що я зробив, коли прийшов в Island - запропонував випустити ретроспективу - три альбоми плюс все, що можна крім них ... Я й не очікував, що це будуть мільйони записів, але їх виявилося зовсім мало.Оригінальний текст (англ.) [The first thing I did when I got to Island was suggest we put together a retrospective — the studio albums plus what whatever else was there. I wasn’t necessarily expecting massive vaults with millions of tunes, live recordings or whatever, but there was very little…] Помилка: {{Lang}}: не вказано код мови (допомога) |

«Зовсім мало» — це чотири треки, записані в лютому 1974 року (липневий трек опубліковано лише 2004 року). Бокс-сет, названий Fruit Tree, супроводжувався доволі великою біографією, яку написав Артур Лабоу. Продажі були поганими, і в 1983 році Island вилучив Fruit Tree зі свого каталогу.
Протягом 1980-х років репутація Ніка повільно, але впевнено зростала. 1986 року в Данії данською мовою вийшла його перша неофіційна біографія. 1992 року вийшов триб'ют Brittle Days, на якому пісні Дрейка виконали The Walkabouts, The Times, Ніккі Садден, Клайв Грегсон та інші. З 1995 по червень 2000 року виходив англійський фензин (самодіяльний журнал) Pynk Moon, присвячений Нікові Дрейку (вийшло 19 номерів). На початку 1999 року телеканал BBC 2 показав 40-хвилинний документальний фільм «A Stranger Among Us: In Search Of Nick Drake» («Незнайомець серед нас: У пошуках Ніка Дрейка»). 2000 року показано телевізійний фільм «A Skin Too Few: The Days Of Nick Drake» («Занадто тонка шкіра: Дні Ніка Дрейка»), до якого увійшли інтерв'ю з Джо Бойдом, Габріель Дрейк, Джоном Вудом і Робертом Кірбі. Того самого року видання Гардіан помістило Bryter Layter на 1-ше місце в «Альтернативний топ 100 найкращих альбомів». 
З кінця 1990-х років пісні Ніка Дрейка регулярно включалися в саундтреки голлівудських фільмів, таких як, наприклад, «Практична магія» (1998) і «Уроки водіння» (2006), «Будинок біля озера» (2006), «Прекрасна смоковниця» (2008). 
Багато музикантів (Люсінда Вільямс, Badly Drawn Boy, Лу Барлоу, Kings Of Convenience, Кетрін Вільямс) зізнавалися в тому, що відчували вплив Ніка Дрейка. Нора Джонс записала кавер-версію пісні Ніка «Day Is Done». Американський музикант Дункан Шейк присвячує цілі альбоми Нікові Дрейку (його альбом 2001 року називається Phantom Moon і присвячений альбому Pink Moon, двійник кращих пісень 2006 року — Brighter/Later).
У 2004 році, майже через 30 років після смерті Ніка, його пісні (Magic і River Man, представлені на альбомі-компіляції Made To Love Magic), нарешті потрапили в британські музичні чарти (32-ге та 48-ме місця відповідно). Того ж року учасник відомого англійського дум-метал-гурту Anathema Денні Кевана записав триб'ют Нікові Дрейку A Place To Be, що вийшов обмеженим тиражем. 3 січня 2005 року на радіо BBC пройшла документальна радіопередача про Ніка Дрейка, яку вів відомий голлівудський актор Бред Пітт.
У Танворт-ін-Арден починаючи з 2003 року в липні або серпні проводиться щорічний зліт (англ. gathering), присвячений Нікові Дрейку.
2011 року італійський співак і композитор Марко Паренте присвятив Нікові Дрейку пісню "Sempre" ("Завжди"), з альбому "La riproduzione dei fiori" ("Відтворення кольорів"). Аранжування струнного відділу приписується Роберту Кірбі.
У 2023 році 32 сучасні виконавці, серед яких зокрема Аврора, Алдос Гардінг, Джон Періш, Feist, взяли участь у записі антології з синглів та альбому пам'яті Ніка Дрейка The Endless Coloured Ways: The Songs of Nick Drake, які вийшли влітку того ж року.

## Музичний і поетичний стиль
Стиль Ніка Дрейка характеризується інтенсивним використанням кластерних акордів (тобто співзвуч зі щонайменше двох суміжних секунд). Такі акорди мають дисонантне, але особливо «тепле звучання, їх легко виконувати на клавішних інструментах, але дуже складно на гітарі. Тому Нік експериментував з налаштуваннями гітари, особливо з так званими «відкритими налаштуваннями» (англ. open tunings). Тут або тут можна подивитися повний список гітарних налаштувань для кожної конкретної пісні Ніка.
Вивчаючи англійську літературу в Кембриджі, Дрейк приділяв особливу увагу таким поетам, як Вільям Блейк, Вільям Батлер Єйтс і Генрі Воган. Однак у текстах своїх пісень він не використовує метафори і образи, які можна було б очікувати від поета, що перебуває під впливом цих авторів. Лірика Ніка містить низку конкретних образів природних стихій: місяць, ріка, дощ, море, дерева, туман, пори року. Центральний образ його ранніх робіт — літо і все з ним пов'язане, у пізніший період творчості його місце займає осінь, яка символізує втрати, розлуки і печаль. «Ліричний герой» Дрейка — не «учасник подій», а «відсторонений спостерігач».

## Дискографія
- Five Leaves Left (1969)
- Bryter Layter (1970)
- Pink Moon (1972)